# Kōtō Matsudaira
Kōtō Matsudaira (松平 康東 Matsudaira Kōtō?, 5 de febrero de 1903–4 de mayo de 1994) fue un diplomático japonés, que se desempeñó como embajador de Japón ante las Naciones Unidas entre 1957 y 1961.

## Biografía
Matsudaira nació en Tokio el 5 de febrero de 1903, el hijo mayor del matrimonio entre Ichisaburō Matsudaira, naviero, y Tami Yamamura. Realizó sus estudios secundarios en Tokio y luego estudió Derecho en la Universidad Imperial de Tokio. A pesar de haber entrado al servicio diplomático en 1926, consiguió un título académico recién en 1927. Luego se trasladaría a París donde obtuvo un Juris Doctor en 1931. Ese mismo año, obtuvo un diploma en la École Libre des Sciences Politiques.
Matsudaira se unió por primera vez a la Sociedad de las Naciones como delegado japonés en Ginebra en 1932. Dos años más tarde, fue asignado al departamento de contratos del Ministerio de Asuntos Exteriores de Japón hasta principios de 1941. Matsudaira se desempeñó como primer secretario de la Embajada de Japón en Washington. DC, donde también trabajaba su tío Saburō Kurusu. Después del ataque a Pearl Harbor, fue internado allí junto con Kurusu hasta ser repatriado a Japón. En 1944, fue a la Embajada de Japón en Moscú para servir como primer secretario. Ayudó a negociar un borrador del Tratado de San Francisco en 1951.
Fue nombrado embajador en Canadá en marzo de 1954, cargo que ocupó hasta mayo de 1957. Luego fue nombrado Representante Permanente ante las Naciones Unidas, desde mayo de 1957 hasta mayo de 1961.